# Pentecamenta alluaudi
Pentecamenta alluaudi är en skalbaggsart som beskrevs av Louis Burgeon 1946. Pentecamenta alluaudi ingår i släktet Pentecamenta och familjen Melolonthidae. Inga underarter finns listade i Catalogue of Life.